# Paràbola del sembrador
La paràbola del sembrador és una de les paràboles de Jesús recollida als evangelis canònics (Mateu 13:3-9, Marc 4:3-9 i Lluc 8:5-8). La seva popularitat l'ha convertit en un motiu freqüent d'obres artístiques religioses, tant gràfiques com musicals.

## Argument
Un sembrador llança les llavors. Una part d'elles cau al camí, on els ocells venen i se les mengen; d'altres cauen entre pedres, on el sol les crema per no tenir arrels suficients i un altre grup va a parar entre cards, on aquests ofeguen les plantes que hi neixen. Només unes quantes llavors són sembrades en terra bona, des de la qual germinen i donen fruit abundós.

## Anàlisi
El mateix Jesús aclareix que ell és com el sembrador que intenta que la paraula de Déu arribi a tothom però només alguns estan preparats per rebre-la, com la bona terra, i fer que fructifiqui. La llavor del camí no germina mai i representa les persones que senten el missatge però no en fan cas. La planta que creix entre les roques sense arrels és la fe superficial dels qui entenen només part del missatge i, per tant, quan venen les adversitats (el sol roent), abandonen la pràctica o la creença. Els cards que ofeguen la paraula divina són les temptacions terrenals, que impedeixen viure d'acord el cristianisme pur.